# شریف‌آباد (ملارد)
شریف‌آباد روستایی در دهستان بی بی سکینه بخش صفادشت شهرستان ملارد استان تهران ایران است.

## جمعیت
بر پایه سرشماری عمومی نفوس و مسکن در سال ۱۳۹۵ جمعیت این مکان ۱۱۷ نفر (۳۳ خانوار) بوده‌است.